# The Next Tetris
The Next Tetris es un videojuego de lógica de la serie Tetris desarrollado por Blue Planet Software. El juego fue lanzado originalmente para la PlayStation por Hasbro Interactive el 16 de junio de 1999. En 2000, Crave Entertainment publicó en Estados Unidos una versión para Dreamcast que incluía multijugador en línea llamada The Next Tetris: On-Line Edition. La versión Dreamcast se lanzó en Europa al año siguiente con la funcionalidad en línea eliminada. También se incluyó una versión con reproductores de DVD fabricados por Toshiba que utilizaban la tecnología interactiva Nuon.

## Jugabilidad
El juego cuenta con dos modos. El modo de juego "Tetris clásico" no ha cambiado mucho con respecto al anterior de la serie y solo se puede jugar en modo de un jugador.
En el modo "The Next Tetris", las conocidas piezas de tetromino consisten en bloques de diferentes colores llamados "multiminoes". Si un bloque es multicolor y se coloca con un espacio debajo de la pieza, los cuadrados de color se separarán y caerán en el espacio de abajo. Esta función de "cascada" permite a los jugadores dejar caer bloques después de hacer desaparecer inicialmente una línea horizontal, lo que permite combos más grandes. El modo The Next Tetris se puede jugar en modo de un jugador, de dos jugadores y en línea solo en la versión norteamericana de Dreamcast.

## Desarrollo
El juego se desarrolló en 15 meses.

## Recepción
The Next Tetris recibió una puntuación de 6.5/10 en IGN, Mientras que la versión Dreamcast obtuvo una puntuación de 8/10. En su reseña de esta última, Anthony Chau de IGN describió la nueva mecánica de juego en cascada como "una mecánica de juego interesante" y elogió la "presentación del menú de estilo industrial" y las "melodías oníricas y de trance" de la banda sonora. Alex Huhtala, de Official Dreamcast Magazine, desestimó el juego como "una versión mal concebida y ejecutada de un clásico", señalando "controles lentos" y "ajustes en la jugabilidad [en comparación con el Tetris original] que lo hacen demasiado fácil". El modo Next Tetris fue descrito como una "idea novedosa" por Ryan Davis de GameSpot, pero argumentó que "en lugar de hacer que los jugadores adopten nuevas estrategias, tiende a alentar un aluvión de ladrillos descuidados".